# Kids' Choice Awards
Kids' Choice Awards (інші назви Nickelodeon Kids' Choice Awards, KCAs та Nick Choice Awards) — щорічна кінопремія, яка вручається кабельним телевізійним каналом Nickelodeon. Вручається з 1988 року за результатом голосування глядачів каналу Nickelodeon суботнього вечора наприкінці березня чи на початку квітня. Переможці отримують помаранчеву статуетку у вигляді дирижабля, яка також функціонує як калейдоскоп.
Церемонія нагородження супроводжується музичним шоу, на ній присутні багато знаменитостей. В останні роки в шоу були включені slime stunts. Найбільшу кількість нагород Kids' Choice Awards отримували Вілл Сміт (7), Майлі Сайрус (6) і Брітні Спірс (5). Вупі Голдберг є єдиною актрисою, яка була нагороджена преміями Kids' Choice Awards, Еммі, Греммі, Оскар і Тоні. Ведучими церемонії вручення частіше всіх ставали Розі О'Доннелл (8) і Джек Блек (3).

## Історія
Першу церемонію нагородження 1986 року, яка називалася The Big Ballot, вели Alan Goodman, Albie Hecht і Fred Seibert. Бюлетені дітей, які проголосували, спочатку підраховувалися, а вже потім записували інтерв'ю з переможцями, яке і показували по телебаченню. У 1988 році премія була перейменована в Kids’ Choice Awards і церемонія нагородження стала проводитися в прямому ефірі.
Сучасного вигляду нагорода набула у 1990 році. Єдина зміна була зроблена у 2010 році — на нагороду було додано змінений логотип каналу.
Після поширення Інтернету правила голосування змінилися. Спочатку голосування проводилося телефоном, за допомогою листів або за картками, що поширювалися в мережі «Pizza Hut», а з 2007 року голосувати стали тільки за допомогою Інтернету. З 2010 року також стала доступна можливість голосування за допомогою мобільних телефонів і iPhone.
З 2009 року почали вручати нагороду в номінації  The Big Green Help Award  знаменитостям за привернення уваги до екологічних проблем. Першим лауреатом у цій номінації став Леонардо Ді Капріо. У 2010 році ця номінація була перейменована в  The Big Help Award  і її лауреатом стала Мішель Обама.
На відміну від традиційних нагород, під час оголошення лауреата  Kids' Choice Awards'  використовуються не тільки конверти, а й повітряні кулі, футболки, великі літери та навіть ноги (2008).
З листопада 2009 року голосування стало доступним для громадян Канади.
Національні премії Kids' Choice Awards існує і в інших країнах: Бразилії, Великій Британії, Австралії, Індонезії та Мексиці.
Церемонія 2020 року відбулася у віртуальному форматі через пандемію COVID-19.

## Нагороди
Ця таблиця показує минулі нагороди. Зірочка біля категорії показує нагороду, яка вручалася щороку з моменту створення Kids' Choice Awards у 1988 році.
| Улюблений фільм*                          | Так | Так | Так | Так | Так | Так | Так | Так | Так | Так | Так | Так | Так | Так | Так | Так | Так | Так | Так | Так | Так | Так | Так | Так | Так | Так | Так | Так | Так | Так |
| Улюблений актор*                          | Так | Так | Так | Так | Так | Так | Так | Так | Так | Так | Так | Так | Так | Так | Так | Так | Так | Так | Так | Так | Так | Так | Так | Так | Так | Так | Так | Так | Так | Так |
| Улюблена актриса*                         | Так | Так | Так | Так | Так | Так | Так | Так | Так | Так | Так | Так | Так | Так | Так | Так | Так | Так | Так | Так | Так | Так | Так | Так | Так | Так | Так | Так | Так | Так |
| Улюблене телешоу                          | Так | Так | Так | Так | Ні  | Так | Ні  | Так | Ні  | Так | Так | Так | Так | Так | Так | Так | Так | Так | Так | Так | Так | Так | Так | Так | Так | Так | Так | Так | Так | Так |
| Улюблений телеактор                       | Так | Так | Так | Так | Так | Так | Так | Так | Так | Так | Так | Так | Так | Так | Так | Так | Так | Так | Так | Так | Так | Так | Так | Так | Так | Так | Так | Так | Ні  | Так |
| Улюблена телеактриса                      | Так | Так | Так | Так | Так | Так | Так | Так | Так | Так | Так | Так | Так | Так | Так | Так | Так | Так | Так | Так | Так | Так | Так | Так | Так | Так | Так | Так | Ні  | Так |
| Улюблений музичний гурт                   | Ні  | Ні  | Ні  | Ні  | Ні  | Ні  | Ні  | Ні  | Ні  | Так | Ні  | Так | Так | Так | Так | Так | Так | Так | Так | Так | Так | Так | Так | Так | Так | Так | Так | Так | Так | Так |
| Улюблений спортсмен                       | Так | Так | Ні  | Так | Ні  | Ні  | Ні  | Ні  | Ні  | Ні  | Ні  | Так | Так | Ні  | Ні  | Так | Так | Так | Так | Так | Так | Так | Так | Так | Так | Так | Ні  | Ні  | Ні  | Ні  |
| Улюблена спортсменка                      | Так | Так | Ні  | Ні  | Ні  | Ні  | Ні  | Ні  | Ні  | Ні  | Ні  | Так | Так | Ні  | Ні  | Так | Так | Так | Так | Так | Так | Так | Так | Так | Так | Так | Ні  | Ні  | Ні  | Ні  |
| Найбільш захоплюючий спортсмен            | Ні  | Ні  | Ні  | Ні  | Ні  | Ні  | Ні  | Ні  | Ні  | Ні  | Ні  | Ні  | Ні  | Ні  | Ні  | Ні  | Ні  | Ні  | Ні  | Ні  | Ні  | Ні  | Ні  | Ні  | Ні  | Ні  | Так | Ні  | Ні  | Ні  |
| Улюблена відеогра                         | Ні  | Ні  | Ні  | Ні  | Так | Так | Так | Так | Так | Так | Так | Так | Так | Так | Так | Так | Так | Так | Так | Так | Так | Так | Так | Так | Так | Так | Так | Ні  | Так | Так |
| Улюблена спортивна команда                | Так | Так | Ні  | Ні  | Ні  | Так | Ні  | Ні  | Ні  | Ні  | Ні  | Так | Так | Ні  | Так | Так | Так | Ні  | Ні  | Ні  | Ні  | Ні  | Ні  | Ні  | Ні  | Ні  | Ні  | Ні  | Ні  | Ні  |
| Нагорода «Зала слави»                     | Ні  | Ні  | Ні  | Так | Так | Так | Так | Так | Так | Так | Так | Так | Так | Ні  | Ні  | Ні  | Ні  | Ні  | Ні  | Ні  | Ні  | Ні  | Ні  | Ні  | Ні  | Ні  | Ні  | Ні  | Ні  | Ні  |
| Нагорода «Хочу бути, як …»                | Ні  | Ні  | Ні  | Ні  | Ні  | Ні  | Ні  | Ні  | Ні  | Ні  | Ні  | Ні  | Ні  | Так | Так | Так | Так | Так | Так | Так | Так | Ні  | Ні  | Ні  | Ні  | Ні  | Ні  | Ні  | Ні  | Ні  |
| Big Help/Big Green Help Award             | Ні  | Ні  | Ні  | Ні  | Ні  | Ні  | Ні  | Ні  | Ні  | Ні  | Ні  | Ні  | Ні  | Ні  | Ні  | Ні  | Ні  | Ні  | Ні  | Ні  | Ні  | Так | Так | Так | Так | Ні  | Ні  | Ні  | Ні  | Ні  |
| Улюблена зірка тварина                    | Ні  | Ні  | Ні  | Ні  | Так | Так | Так | Так | Так | Так | Так | Так | Так | Ні  | Ні  | Так | Ні  | Ні  | Ні  | Ні  | Ні  | Ні  | Ні  | Ні  | Ні  | Ні  | Ні  | Ні  | Ні  | Ні  |
| Наймиліша пара                            | Ні  | Ні  | Ні  | Ні  | Ні  | Ні  | Ні  | Ні  | Ні  | Ні  | Ні  | Ні  | Ні  | Ні  | Ні  | Ні  | Ні  | Ні  | Ні  | Ні  | Ні  | Ні  | Так | Ні  | Ні  | Ні  | Ні  | Ні  | Ні  | Ні  |
| Улюблена книга                            | Ні  | Ні  | Ні  | Ні  | Ні  | Ні  | Ні  | Ні  | Ні  | Ні  | Так | Так | Так | Ні  | Так | Так | Так | Так | Так | Так | Так | Так | Так | Так | Так | Так | Так | Так | Так | Ні  |
| Улюблене реаліті-шоу                      | Ні  | Ні  | Ні  | Ні  | Ні  | Ні  | Ні  | Ні  | Ні  | Ні  | Ні  | Ні  | Ні  | Ні  | Ні  | Ні  | Ні  | Ні  | Ні  | Ні  | Ні  | Так | Так | Так | Так | Так | Так | Так | Ні  | Так |
| Улюблений теледруг                        | Ні  | Ні  | Ні  | Ні  | Ні  | Ні  | Ні  | Ні  | Ні  | Ні  | Ні  | Ні  | Ні  | Ні  | Ні  | Ні  | Ні  | Ні  | Ні  | Ні  | Ні  | Ні  | Ні  | Так | Так | Ні  | Ні  | Ні  | Ні  | Ні  |
| Улюблений анімаційний друг-тварина        | Ні  | Ні  | Ні  | Ні  | Ні  | Ні  | Ні  | Ні  | Ні  | Ні  | Ні  | Ні  | Ні  | Ні  | Ні  | Ні  | Ні  | Ні  | Ні  | Ні  | Ні  | Ні  | Ні  | Ні  | Ні  | Ні  | Так | Ні  | Ні  | Так |
| Улюблений мультфільм*                     | Так | Так | Так | Так | Так | Так | Так | Так | Так | Так | Так | Так | Так | Так | Так | Так | Так | Так | Так | Так | Так | Так | Так | Так | Так | Так | Так | Так | Так | Так |
| Улюблений анімаційний фільм               | Ні  | Ні  | Ні  | Ні  | Ні  | Ні  | Ні  | Ні  | Ні  | Ні  | Ні  | Ні  | Ні  | Ні  | Ні  | Ні  | Ні  | Так | Так | Так | Так | Так | Так | Так | Так | Так | Так | Так | Так | Так |
| Улюблений голос анімаційного персонажу    | Ні  | Ні  | Ні  | Ні  | Ні  | Ні  | Ні  | Ні  | Ні  | Ні  | Ні  | Ні  | Так | Так | Так | Так | Так | Так | Так | Так | Так | Так | Так | Так | Так | Так | Так | Ні  | Так | Так |
| Улюблений Buttkicker                      | Ні  | Ні  | Ні  | Ні  | Ні  | Ні  | Ні  | Ні  | Ні  | Ні  | Ні  | Ні  | Ні  | Ні  | Ні  | Ні  | Ні  | Ні  | Ні  | Ні  | Ні  | Ні  | Ні  | Так | Так | Ні  | Ні  | Ні  | Ні  | Так |
| Улюблений чоловік Buttkicker              | Ні  | Ні  | Ні  | Ні  | Ні  | Ні  | Ні  | Ні  | Ні  | Ні  | Ні  | Ні  | Ні  | Ні  | Так | Так | Ні  | Ні  | Ні  | Ні  | Ні  | Ні  | Ні  | Ні  | Ні  | Так | Так | Ні  | Ні  | Ні  |
| Улюблена жінка Buttkicker                 | Ні  | Ні  | Ні  | Ні  | Ні  | Ні  | Ні  | Ні  | Ні  | Ні  | Ні  | Ні  | Ні  | Ні  | Так | Так | Ні  | Ні  | Ні  | Ні  | Ні  | Ні  | Ні  | Ні  | Ні  | Так | Так | Ні  | Ні  | Ні  |
| Улюблений співак                          | Ні  | Ні  | Ні  | Ні  | Ні  | Ні  | Ні  | Ні  | Ні  | Ні  | Ні  | Ні  | Так | Так | Так | Так | Так | Так | Так | Так | Так | Так | Так | Так | Так | Так | Так | Так | Так | Так |
| Улюблена співачка                         | Ні  | Ні  | Ні  | Ні  | Ні  | Ні  | Ні  | Ні  | Ні  | Ні  | Ні  | Ні  | Так | Так | Так | Так | Так | Так | Так | Так | Так | Так | Так | Так | Так | Так | Так | Так | Так | Так |
| Улюблена пісня                            | Так | Ні  | Ні  | Ні  | Ні  | Ні  | Ні  | Ні  | Ні  | Так | Ні  | Так | Так | Так | Так | Так | Так | Так | Так | Так | Так | Так | Так | Так | Так | Так | Так | Так | Так | Так |
| Улюблений додаток                         | Ні  | Ні  | Ні  | Ні  | Ні  | Ні  | Ні  | Ні  | Ні  | Ні  | Ні  | Ні  | Ні  | Ні  | Ні  | Ні  | Ні  | Ні  | Ні  | Ні  | Ні  | Ні  | Ні  | Ні  | Ні  | Так | Так | Ні  | Ні  | Ні  |
| Улюблена весела зірка                     | Ні  | Ні  | Ні  | Ні  | Ні  | Ні  | Ні  | Ні  | Ні  | Ні  | Ні  | Ні  | Ні  | Ні  | Ні  | Ні  | Ні  | Ні  | Ні  | Ні  | Ні  | Ні  | Ні  | Ні  | Ні  | Ні  | Так | Ні  | Ні  | Ні  |
| Нагорода за життєві досягнення            | Ні  | Ні  | Ні  | Ні  | Ні  | Ні  | Ні  | Ні  | Ні  | Ні  | Ні  | Ні  | Ні  | Ні  | Ні  | Ні  | Ні  | Ні  | Ні  | Ні  | Ні  | Ні  | Ні  | Ні  | Ні  | Ні  | Так | Ні  | Ні  | Ні  |
| Улюблене дитяче телешоу                   | Ні  | Ні  | Ні  | Ні  | Ні  | Ні  | Ні  | Ні  | Ні  | Ні  | Ні  | Ні  | Ні  | Ні  | Ні  | Ні  | Ні  | Ні  | Ні  | Ні  | Ні  | Ні  | Ні  | Ні  | Ні  | Ні  | Ні  | Так | Так | Так |
| Улюблене сімейне телешоу                  | Ні  | Ні  | Ні  | Ні  | Ні  | Ні  | Ні  | Ні  | Ні  | Ні  | Ні  | Ні  | Ні  | Ні  | Ні  | Ні  | Ні  | Ні  | Ні  | Ні  | Ні  | Ні  | Ні  | Ні  | Ні  | Ні  | Ні  | Так | Так | Так |
| Найбільш захоплива гра                    | Ні  | Ні  | Ні  | Ні  | Ні  | Ні  | Ні  | Ні  | Ні  | Ні  | Ні  | Ні  | Ні  | Ні  | Ні  | Ні  | Ні  | Ні  | Ні  | Ні  | Ні  | Ні  | Ні  | Ні  | Ні  | Ні  | Ні  | Так | Ні  | Ні  |
| Улюблений лиходій                         | Ні  | Ні  | Ні  | Ні  | Ні  | Ні  | Ні  | Ні  | Ні  | Ні  | Ні  | Ні  | Ні  | Ні  | Ні  | Ні  | Ні  | Ні  | Ні  | Ні  | Ні  | Ні  | Ні  | Ні  | Ні  | Так | Ні  | Так | Ні  | Так |
| Улюблене шоу-талантів                     | Ні  | Ні  | Ні  | Ні  | Ні  | Ні  | Ні  | Ні  | Ні  | Ні  | Ні  | Ні  | Ні  | Ні  | Ні  | Ні  | Ні  | Ні  | Ні  | Ні  | Ні  | Ні  | Ні  | Ні  | Ні  | Ні  | Ні  | Так | Ні  | Ні  |
| Улюблений актор жанру єкшн                | Ні  | Ні  | Ні  | Ні  | Ні  | Ні  | Ні  | Ні  | Ні  | Ні  | Ні  | Ні  | Ні  | Ні  | Ні  | Ні  | Ні  | Ні  | Ні  | Ні  | Ні  | Ні  | Ні  | Ні  | Ні  | Ні  | Ні  | Так | Ні  | Ні  |
| Улюблена актриса жанру єкшн               | Ні  | Ні  | Ні  | Ні  | Ні  | Ні  | Ні  | Ні  | Ні  | Ні  | Ні  | Ні  | Ні  | Ні  | Ні  | Ні  | Ні  | Ні  | Ні  | Ні  | Ні  | Ні  | Ні  | Ні  | Ні  | Ні  | Ні  | Так | Ні  | Ні  |
| Улюблений новий художник                  | Ні  | Ні  | Ні  | Ні  | Ні  | Ні  | Ні  | Ні  | Ні  | Ні  | Ні  | Ні  | Ні  | Ні  | Ні  | Ні  | Ні  | Ні  | Ні  | Ні  | Ні  | Ні  | Ні  | Ні  | Ні  | Ні  | Ні  | Так | Так | Так |
| Улюблене кулінарне шоу                    | Ні  | Ні  | Ні  | Ні  | Ні  | Ні  | Ні  | Ні  | Ні  | Ні  | Ні  | Ні  | Ні  | Ні  | Ні  | Ні  | Ні  | Ні  | Ні  | Ні  | Ні  | Ні  | Ні  | Ні  | Ні  | Ні  | Ні  | Ні  | Так | Ні  |
| Улюблене співробітництво                  | Ні  | Ні  | Ні  | Ні  | Ні  | Ні  | Ні  | Ні  | Ні  | Ні  | Ні  | Ні  | Ні  | Ні  | Ні  | Ні  | Ні  | Ні  | Ні  | Ні  | Ні  | Ні  | Ні  | Ні  | Ні  | Ні  | Ні  | Ні  | Так | Ні  |
| Улюблений актор, телезірка — Дитяче шоу   | Ні  | Ні  | Ні  | Ні  | Ні  | Ні  | Ні  | Ні  | Ні  | Ні  | Ні  | Ні  | Ні  | Ні  | Ні  | Ні  | Ні  | Ні  | Ні  | Ні  | Ні  | Ні  | Ні  | Ні  | Ні  | Ні  | Ні  | Ні  | Так | Ні  |
| Улюблений актор, телезірка — Сімейне шоу  | Ні  | Ні  | Ні  | Ні  | Ні  | Ні  | Ні  | Ні  | Ні  | Ні  | Ні  | Ні  | Ні  | Ні  | Ні  | Ні  | Ні  | Ні  | Ні  | Ні  | Ні  | Ні  | Ні  | Ні  | Ні  | Ні  | Ні  | Ні  | Так | Ні  |
| Улюблена актриса, телезірка — Дитяче шоу  | Ні  | Ні  | Ні  | Ні  | Ні  | Ні  | Ні  | Ні  | Ні  | Ні  | Ні  | Ні  | Ні  | Ні  | Ні  | Ні  | Ні  | Ні  | Ні  | Ні  | Ні  | Ні  | Ні  | Ні  | Ні  | Ні  | Ні  | Ні  | Так | Ні  |
| Улюблена актриса, телезірка — Сімейне шоу | Ні  | Ні  | Ні  | Ні  | Ні  | Ні  | Ні  | Ні  | Ні  | Ні  | Ні  | Ні  | Ні  | Ні  | Ні  | Ні  | Ні  | Ні  | Ні  | Ні  | Ні  | Ні  | Ні  | Ні  | Ні  | Ні  | Ні  | Ні  | Так | Ні  |
| BFFs (Best Friends Forever)               | Ні  | Ні  | Ні  | Ні  | Ні  | Ні  | Ні  | Ні  | Ні  | Ні  | Ні  | Ні  | Ні  | Ні  | Ні  | Ні  | Ні  | Ні  | Ні  | Ні  | Ні  | Ні  | Ні  | Ні  | Ні  | Ні  | Ні  | Ні  | Ні  | Так |
| Улюблені закляті вороги                   | Ні  | Ні  | Ні  | Ні  | Ні  | Ні  | Ні  | Ні  | Ні  | Ні  | Ні  | Ні  | Ні  | Ні  | Ні  | Ні  | Ні  | Ні  | Ні  | Ні  | Ні  | Ні  | Ні  | Ні  | Ні  | Ні  | Ні  | Ні  | Ні  | Так |
| Найбільш бажана домашня тварина           | Ні  | Ні  | Ні  | Ні  | Ні  | Ні  | Ні  | Ні  | Ні  | Ні  | Ні  | Ні  | Ні  | Ні  | Ні  | Ні  | Ні  | Ні  | Ні  | Ні  | Ні  | Ні  | Ні  | Ні  | Ні  | Ні  | Ні  | Ні  | Ні  | Так |
| #Тусовка                                  | Ні  | Ні  | Ні  | Ні  | Ні  | Ні  | Ні  | Ні  | Ні  | Ні  | Ні  | Ні  | Ні  | Ні  | Ні  | Ні  | Ні  | Ні  | Ні  | Ні  | Ні  | Ні  | Ні  | Ні  | Ні  | Ні  | Ні  | Ні  | Ні  | Так |
| Улюблене музичне відео                    | Ні  | Ні  | Ні  | Ні  | Ні  | Ні  | Ні  | Ні  | Ні  | Ні  | Ні  | Ні  | Ні  | Ні  | Ні  | Ні  | Ні  | Ні  | Ні  | Ні  | Ні  | Ні  | Ні  | Ні  | Ні  | Ні  | Ні  | Ні  | Ні  | Так |
| Улюблений DJ/EDM                          | Ні  | Ні  | Ні  | Ні  | Ні  | Ні  | Ні  | Ні  | Ні  | Ні  | Ні  | Ні  | Ні  | Ні  | Ні  | Ні  | Ні  | Ні  | Ні  | Ні  | Ні  | Ні  | Ні  | Ні  | Ні  | Ні  | Ні  | Ні  | Ні  | Так |
| Улюблений саундтрек                       | Ні  | Ні  | Ні  | Ні  | Ні  | Ні  | Ні  | Ні  | Ні  | Ні  | Ні  | Ні  | Ні  | Ні  | Ні  | Ні  | Ні  | Ні  | Ні  | Ні  | Ні  | Ні  | Ні  | Ні  | Ні  | Ні  | Ні  | Ні  | Ні  | Так |
| Улюблений вірусний музичний виконавець    | Ні  | Ні  | Ні  | Ні  | Ні  | Ні  | Ні  | Ні  | Ні  | Ні  | Ні  | Ні  | Ні  | Ні  | Ні  | Ні  | Ні  | Ні  | Ні  | Ні  | Ні  | Ні  | Ні  | Ні  | Ні  | Ні  | Ні  | Ні  | Ні  | Так |
| Всесвітньо-улюблена музична зірка         | Ні  | Ні  | Ні  | Ні  | Ні  | Ні  | Ні  | Ні  | Ні  | Ні  | Ні  | Ні  | Ні  | Ні  | Ні  | Ні  | Ні  | Ні  | Ні  | Ні  | Ні  | Ні  | Ні  | Ні  | Ні  | Ні  | Ні  | Ні  | Ні  | Так |

## Місце проведення церемонії
Зазвичай церемонія вручення премій проводиться в Лос-Анджелесі, Каліфорнія: в Hollywood Bowl, Barker Hangar, Grand Olympic Auditorium, Universal Studios і, найчастіше, Pauley Pavilion.

## Таймслот

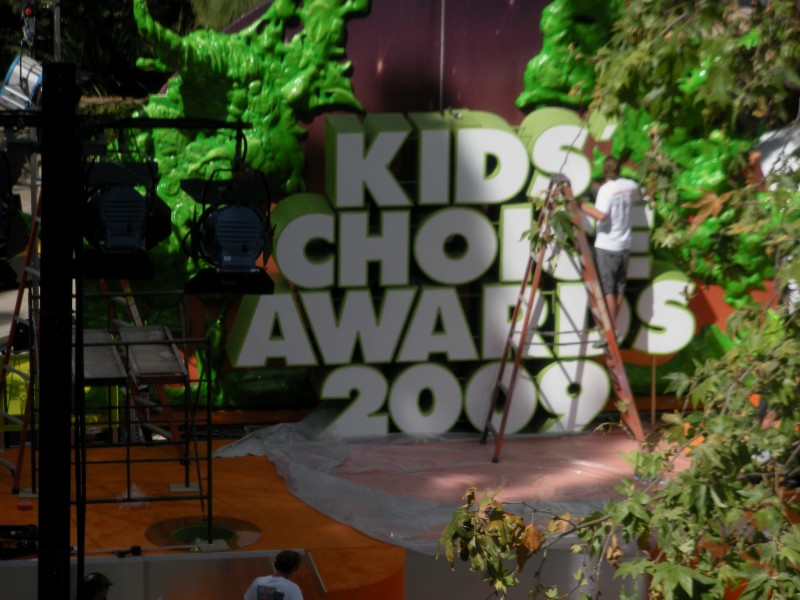
Закінчення підготовки сцени до церемонії нагородження Kids' Choice Awards 2009 року

Зазвичай церемонія вручення нагород транслюється протягом 90 хвилин з 8:00 PM (ET / PT) до 9:30 PM. З 1996 року час початку церемонії нагородження іноді зсувається через прем'єру деяких серіалів:
| Год  | Сериал                                           |
| ---- | ------------------------------------------------ |
| 1996 | «Всякая всячина» (повторний показ)               |
| 1997 | «Злюки бобри» (прем'єра серіалу)                 |
| 1998 | «КітПес» (прем'єра серіалу)                      |
| 1999 | «Губка Боб Квадратні Штани» (прем'єра серіалу)   |
| 2000 | «Caitlin's Way» (прем'єра нового єпізоду)        |
| 2001 | «Брати Ґарсія» (прем'єра нового єпізоду)         |
| 2002 | «Шоу Ніка Кєннона» (прем'єра нового єпізоду)     |
| 2003 | «Дітки Подорослішали» (прем'єра серіалу)         |
| 2004 | «Денні-Фантон» (прем'єра серіалу)                |
| 2005 | «Дрейк і Джош» (початок сезону)                  |
| 2006 | «Ромео!» (початок сезону)                        |
| 2007 | «Губка Боб Квадратні Штани» (початок сезону)     |
| 2008 | «Dance on Sunset» (прем'єра серіалу)             |
| 2009 | «Пінгвіни Мадагаскару» (прем'єра нового єпізоду) |
| 2010 | «Вікторія-переможниця» (прем'єра серіалу)        |
| 2011 | «Вікторія-переможниця» (прем'єра нового єпізоду) |
| 2012 | «Як запалювати» (прем'єра нового єпізоду)        |
| 2016 | «Школа року» (прем'єра серіалу)                  |

## Ведучі церемонії нагородження
| Рік  | Ведучий                                                      |
| ---- | ------------------------------------------------------------ |
| 1988 | Тоні Данца Деббі Гібсон Байан Роббінс Ден Шнайдер            |
| 1989 | Ніколь Еггерт Віл Вітон                                      |
| 1990 | Dave Coulier Кендіс Камерон Девід Фаустіно                   |
| 1991 | Корін Немек                                                  |
| 1992 | Пола Абдул                                                   |
| 1993 | Браян Остін Грін Холлі Робінсон-Піт Торі Спеллінг            |
| 1994 | Джові Лоуренс Кендіс Камерон Marc Weiner                     |
| 1995 | Вітні Г'юстон Рік Адамс                                      |
| 1996 | Вітні Г'юстон Розі О'Доннелл                                 |
| 1997 | Розі О'Доннелл                                               |
| 1998 | Розі О'Доннелл                                               |
| 1999 | Розі О'Доннелл                                               |
| 2000 | Розі О'Доннелл Девід Аркетт LL Cool J Менді Мур Френкі Муніз |
| 2001 | Розі О'Доннелл                                               |
| 2002 | Розі О'Доннелл                                               |
| 2003 | Розі О'Доннелл                                               |
| 2004 | Кемерон Діас Майк Маєрс                                      |
| 2005 | Бен Стіллер                                                  |
| 2006 | Джек Блек                                                    |
| 2007 | Джастін Тімберлейк                                           |
| 2008 | Джек Блек                                                    |
| 2009 | Двейн Джонсон                                                |
| 2010 | Кевін Джеймс                                                 |
| 2011 | Джек Блек                                                    |
| 2012 | Вілл Сміт                                                    |
| 2013 | Джош Демел                                                   |
| 2014 | Марк Волберг                                                 |
| 2015 | Нік Джонас                                                   |
| 2016 | Блейк Шелтон                                                 |
| 2017 | Джон Сіна                                                    |